# Govern de la Costa Occidental
El Govern de la Costa Occidental fou una entitat administrativa de Sumatra sota domini holandès que tenia al front a un governador amb seu a Padang, subordinat directament al governador general de les Índies Orientals Holandeses. El territori del govern anava per tota la costa oest entre Atjeh al nord i Bengkulen al sud i totes les illes de la costa occidental de Sumatra depenien d'aquest govern excepte Simalëu al nord i Enggano al sud; incloïa les següents residències: 
- Residència de Tapanuli
- Residència de les Terres Altes de Padang (Padangsche Bovenlanden)
- Residència de les Terres Baixes de Padang (Padangsche Benedenlanden)